# KK Kumanovo
KK Kumanovo est un club macédonien de basket-ball appartenant au Championnat de Macédoine de basket-ball, en première division. Le club est basé dans la ville de Kumanovo.

## Palmarès
- Finaliste du Championnat de Macédoine : 2002 et 2015
- Finaliste de la Coupe de Macédoine : 2013

## Joueurs célèbres ou marquants
- Aleksandar Kostoski
- Dimitar Mirakovski
- Ivica Dimčevski